# Silusa langori
Silusa langori är en skalbaggsart som beskrevs av Klimaszewski in Klimaszewski, Pohl och Pierre Joseph Pelletier 2003. Silusa langori ingår i släktet Silusa och familjen kortvingar. Inga underarter finns listade i Catalogue of Life.